# Isai Leirner
Isai Leirner (Varsóvia, 1903 – São Paulo, 1962) foi um industrial, mecenas e colecionador de arte, nascido na Polônia. Em 1926, veio para o Brasil, país que adotou como pátria, até a sua morte.

## Biografia
Marido da escultora Felícia e pai de Giselda, Nelson e Adolfo, avô de Sheila, Isai foi uma influente figura na cena cultural brasileira. Tendo construído uma importante industria têxtil, passou a dedicar-se ao mecenato e à aquisição de obras de arte, compondo uma das mais notáveis coleções particulares no país, junto a de Cicillo Matarazzo de quem foi amigo e companheiro de lutas e trabalho.
Foi igualmente um dos diretores do Museu de Arte Moderna de São Paulo e, com a criação  da Bienal Internacional de São Paulo, aceitou o convite de seu fundador, Cicillo Matarazzo, para ser patrono, organizador e um dos diretores da instituição. 
No dia 19 de setembro de 1957, a inauguração da mostra intitulada Doze artistas de São Paulo deu origem à futura Galeria das Folhas, localizada na sede do jornal Folha da Manhã. A mostra reuniu trabalhos de Flávio de Carvalho, Jacques Douchez, Ítalo Cencini, Fracaroli, Samson Flexor, Moussia Pinto Alves, Darcy Penteado, Felícia Leirner, Aldo Bonadei, Odetto Guersoni, e outros, e deu inicio à instituição do Prêmio Leirner de Arte Contemporânea. Este prêmio de aquisição permitia que as obras agraciadas fossem, em seguida, doadas aos museus de arte do Rio, São Paulo, Belo Horizonte e Salvador.
Com o crítico José Geraldo Vieira como assistente artístico e Isai Leirner como diretor, a Galeria das Folhas foi oficialmente inaugurada no dia 12 de março de 1958, com uma exposição de Lasar Segall. Entre os premiados da galeria constam alguns nomes como: Manabu Mabe, Sheila Branningan, Abelardo Zaluar, Tomie Ohtake, Yolanda Mohalyi, Alberto Teixeira, Thomas e Arcângelo Ianelli.
Sobre Isai Leirner, escreveu o crítico Frederico Morais: "Colecionador criterioso, mecenas admirado, apaixonado pela arte, Isai Leirner foi um dos diretores mais operosos do Museu de Arte Moderna de São Paulo, tendo instituido ali os prêmios de arte contemporânea para os expositores, e que depois transferiu para a Galeria das Folhas. Ainda no MAM paulista, ele teve papel importante na realização da Bienal de São Paulo..."
Isai Leirner faleceu no dia 13 de novembro de 1962, aos 59 anos de idade.

## Leitura de apoio
SOUZA, Fernando Oliveira Nunes de; SIMIONI, Ana Paula Cavalcanti (orientador). Isai Leirner: homem de negócios, homem das artes. 2019. Universidade de São Paulo, São Paulo, 2019. Disponível em: < http://www.teses.usp.br/teses/disponiveis/31/31131/tde-09032020-103736/ >. 